# مملكة أوسان
 مملكة أوسان (خط المسند: ) هي مملكة قديمة تقع أطلالها في جنوب اليمن كان تتبع مناطق حِمْيَر وقتبان ولكنها انفصلت عنها في ظروف غامضة، حيث جمعت حولها الأحلاف والقبائل وكونت كيان سياسي مستقل، وساعدها في ذلك ازدهارها الاقتصادي بسبب قربها من خليج عدن.
استمرت هذه الدولة في ازدهارها حتى اتسعت مطامع مملكة سبأ في أواخر عهود المكربيين، وقام بين الدولتين مناوشات تناوبت الانتصارات بين الطرفين، حتى عهد الحاكم السبئي الملك «كرب إيل وتر» أول من تلقب بلقب «ملك دولة سبأ» في حوالي القرن السابع ق.م، وقام هذا الملك بتدمير مدن أوسان واحتلالها لفترة طويلة.

## أوسان والتاريخ

خريطة لليمن تظهر موقع مملكة أوسان

وقد اختلف الباحثون في بداية هذه الدولة وفي نهايتها، فبينما يرى فيلبي أن أول ما ظهرت الملكية في أوسان كان حوالي عام 230 ق م، وقد ظلت قائمة حتى حوالي عام 115 ق م. ويرى هومل في النقش الذي سجل انتصارات «كرب إيل وتر» على ملك أوسان، دليل على أن ظهور مملكة أوسان كان في القرن الخامس ق.م. وأما نهاية أوسان فيرى «البرايت» أنها استمرت حتى قبيل الميلاد بفترة قليلة. ومن المدن المهمة في دولة أوسان مدينة مسورة العاصمة، ومرخا وخلة والسقية وأم ناب، فضلاً عن ميناء عدن والذي كان الميناء الرئيسي للدولة.
عرفت مملكة أوسان كدولة من خلال نقش النصر الذي سجله المكرب - الملك السبئي كربئيل وتر في معبد أوعال صرواح، وتقع أراضي أوسان في المنطقة الواقعة بين وادي بيحان وعدن. وتدل الشواهد الأثرية والنقشية على أن مركز أوسان كان في وادي مرخة وامتدت سيطرتها جنوباً إلى البحر العربي وخليج عدن.
لا تُعرف حتى الآن البدايات الأولى لظهور المملكة، ومن خلال النقوش الأوسانية القليلة التي عُثِّر عليها يمكن القول إن حكام أوسان اتخذوا لقب مكرب ثم لقب ملك، ووفق أحدث الدراسات العلمية فقد كانت أوسان موجودة منذ القرن العاشر قبل الميلاد، وحققت ازدهاراً ملحوظاً في القرن الثامن قبل الميلاد، مما دفع ملوكها إلى توسيع نطاق سيطرتهم على حساب جيرانهم في قتبان وحضرموت، وفي القرن السابع ق.م تعرضت لهجوم كاسح من القوات السبئية بقيادة المكرب - الملك كرب إل وتر مكرب سبأ، حيث قتل ملك أوسان (مرتع) ودُمِرت معابدها والقصر الملكي (مسور) ووزعت أراضيها بين مملكة سبأ وحلفائها القتبانيين والحضارمة وقبيلة سيبان، وخضع الجزء الأكبر من أراضيها لسيطرة القتبانيين.
وفي ظروف غامضة ظهرت مملكة أوسان من جديد في القرن الثاني ق.م تقريباً، وخلال تلك الفترة حكم خمسة من الملوك فقط، عُثِّر على تماثيل لبعضهم، ثم اختفت من جديد في بداية القرن الأول قبل الميلاد تقريباً دون معرفة ملابسات ظهورها واختفائها.

## الحضارة والتجارة والمجتمع
كانت هجر يهر مركزاً لحضارة كبيرة وغنية بشكل مدهش متأثرة بالحضارة الهلينية، بمعابد وقصور محاطة بالمساكن المبنية من الطين المحروق، وموقع محتمل لسوق كبير، ومكان لاستراحة القوافل المسافرة. وأحرز الملوك الأوسانيون امتيازات كبيرة، وسلطة دينية على شعبهم، كما أنهم تأثروا بالنموذج اليوناني في الهيئة. وامتد نفوذ أوسان إلى إفريقيا والهند حيث كان الساحل الإفريقي يسمى بالساحل الأوساني، وكانت أوسان من أكثر ممالك العرب الجنوبيين نفوذاً حيث إن مملكة أوسان الإمبراطورية غير العسكرية سيطرت على طول سواحل غرب الهند وشرق أفريقيا وكانت علاقات مملكة أوسان السياسية والتجارية في الخارج أكثر منها في الداخل ووصلت تجارتها مع الإغريق في البهارات والأعشاب وتجارة الطين المحروق الذي كان الإغريق يستخدمونه في بناء الآلهة وقد احتفظ الأوسانيين بأسرار رياح البحر الأحمر في الإبحار إلى شبه جزيرة سيناء التي كانت ملتقى طرق التجارة بين الإغريق، كان الأوسانيين يطمحون للسيطرة على سيناء وبناء قصر ملكي جديد في وادي العريش، على الرغم أنهم لم يكونوا أهل حرب.

## الدمار
لم يكن شعب أوسان شعباً مؤمناً بالقوة والحرب مما جعل دمار مدينة هجر يهر في القرن الأول قبل الميلاد من قبل الملك السبئي سهلاً ولم يتبقَ أحد من بني أوسان في المملكة المدمرة إلا من هربوا إلى عدن والحبشة طبقاً للنصوص السبئية التي تتحدث عن النصر بصيغ تقر بأهميته للسبئيين.